# Elegy
Elegy är ett nederländskt power metal-band bildad av gitarristen Henk van der Laars. Han lämnade bandet 1999.

## Medlemmar
Senaste kända medlemmar
- Martin Helmantel – basgitarr (1987– )
- Ian Parry – sång (1995– )
- Patrick Rondat – gitarr (1999– )
- Bart Bisseling – trummor (2002– )

Tidigare medlemmar
- Bert Burgers – trummor (1986–1988)
- Henk van der Laars – gitarr (1986–1999)
- Arno Van Brussel – gitarr (1986–1993)
- Chris Terheijden – sång (1986–1989)
- Ed Warby – trummor (1988–1993)
- Eduard Hovinga – sång (1990–1995)
- Ton van de Stroom – keyboard (1992–1993)
- Serge Meeuwsen – trummor (1993)
- Dirk Bruinenberg – trummor (1993–2002)
- Gilbert Pot – gitarr (1993–1995)
- Gerrit Hager – keyboard (1995)
- Chris Allister – keyboard (1998–2002)

## Diskografi
Demo
- Demo '86 (1986)
- Better Than Bells (1987)
- Elegant Solution (1988)
- Labyrinth of Dreams (1990)

Studioalbum
- Labyrinth of Dreams (1993)
- Supremacy (1994)
- Lost (1995)
- State of Mind (1997)
- Manifestation of Fear (1998)
- Forbidden Fruit (2000)
- Principles of Pain (2002)

EP
- Primal Instinct (1996)

Elegy har även medverkat på albumet Vine: Chamber Music Vol 1.